# لويس سانتيبانييز
لويس سانتيبانييز (بالإسبانية: Luis Santibáñez) (مواليد 7 فبراير 1936) هو لاعب كرة قدم.

## روابط خارجية
- لويس سانتيبانييز على موقع قاعدة بيانات كرة القدم.إي يو (الإنجليزية)
- لويس سانتيبانييز على موقع عالم كرة القدم.نت (الإنجليزية)